# 큐브 슬램
《큐브 슬램》(Cube Slam)은 구글 크롬에서 제공하고 있는 비디오 게임이다. 퐁과 유사하며 막대를 좌우로 움직이면서 공을 쳐서 상대방의 화면에 맞추면 이긴다. 단계가 넘어갈수록 새로운 장애물이 생기거나 방어벽의 개수가 줄거나 늘어나서 난이도가 달라진다. 웹카메라를 지원하여 다른 사람과 서로 자신의 화면을 표시하여 게임을 할 수 있다.